# NES Sound Format
En NSF-fil (NES Sound Format) är en ljuddatafil som innehåller instruktioner för ljudhårdvaran i Nintendo Entertainment System (NES). Formatet är besläktat med PSID, ljudformatet för ljud rippat från Commodore 64:s SID-chip. Många NSF-filer har skapats från ROM-minnena i kommersiella Nintendospel och innehåller ofta både musiktema och ljudeffekter. Det finns också en miljö av entusiaster som använder sig av bland annat NSF-formatet till att skapa ny så kallad chipmusik från grunden.
En NSF-fil är egentligen en modifierad kopia av hela datan i en NES-kassett där all kod utom den som hör till musiken har tagits bort. Filerna kan spelas på en modern skrivbordsdator i fristående program eller med hjälp av tilläggsprogram till populära spelare som exempelvis XMMS och Winamp.
NSFe (Extended Nintendo Sound Format) är en expansion av NSF-formatet som tillåter individuella spårtitlar och -tider liksom en förändring av spårens ordning.

## Tilläggsprogram och spelare
- Audacious Media Player Spelare som stödjer NSF och NSFe.